# PaJaMa
PaJaMa est un collectif des photographes américains composé de Paul Cadmus, Jared French et Margaret French. Il a été surtout actif des années 1937 à 1945. PaJaMa est l'acronyme des deux premières lettres de leurs prénoms (Paul, Jared et Margaret).

## Historique
Paul Cadmus et Jared French se rencontrent dans les années 1930 et deviennent amants,. En 1937, French se marie à Margaret Hoening, le couple a quinze ans d'écart d'âge. 
Pendant huit ans, Cadmus et le couple French passent leurs étés sur Fire Island et forment un collectif de photographes PaJaMa pour Paul, Jared et Margaret.

## Style
Le collectif PaJaMa se met en scène dans diverses photographies en noir et blanc avec leurs amis, à la fois nus et vêtus. La plupart de ces amis présentés dans les photographies étaient parmi les jeunes artistes, danseurs et écrivains de New York, et la plupart étaient « beaux et gays ».